# Appana alambica
Appana alambica là một loài bướm đêm trong họ Noctuidae.